# Saint-Martin-au-Laërt
Saint-Martin-au-Laërt là một xã ở tỉnh Pas-de-Calais, vùng Hauts-de-France, Pháp.

## Địa lý
Saint-Martin-au-Laërt là một xã công nghiệp nhẹ nằm ở phía tây bắc Saint-Omer trên đường D928 và D923.

## Dân số
| 1962                                                         | 1968 | 1975 | 1982 | 1990 | 1999 | 2006 |
| ------------------------------------------------------------ | ---- | ---- | ---- | ---- | ---- | ---- |
| 1629                                                         | 2764 | 4857 | 4398 | 4259 | 3921 | 3981 |
| Số liệu điều tra dân số từ năm 1962, dân số chỉ tính một lần |      |      |      |      |      |      |

## Địa điểm nổi bật
- Nhà thờ St.Martin, thế kỷ 15.
- The windmill tower, classified as an ancient monument.
- The Château de La Tour Blanche.